# Douglas Aarniokoski
Pour les articles homonymes, voir Aarniokoski.
Douglas Aarniokoski (né le 25 août 1965  à Berkeley, en Californie) est un réalisateur, scénariste, acteur et producteur de cinéma et de télévision américain, d'origine finlandaise.

## Biographie
Douglas Aarniokoski commence sa carrière cinématographique en tant qu'assistant de production sur le film Turner et Hooch de Roger Spottiswoode sorti en 1989. L'année suivante, il assiste Tom Cruise dans Jours de tonnerre de Tony Scott.
En 1992, il intègre la société du producteur indépendant Charles Band, Full Moon Features (en). Il sera assistant réalisateur sur plusieurs « séries B » comme Trancers III et Doctor Mordrid. Il officie ensuite comme réalisateur de la seconde équipe de Dollman vs Demonic Toys de Charles Band puis participe à l'écriture de Puppet Master 4 (1993) et Puppet Master 5: The Final Chapter (1994), réalisés par Jeff Burr.
En 1995, le film à sketches Groom Service (Four Rooms) marque sa première collaboration avec Robert Rodriguez. Elle se poursuivra avec Une nuit en enfer (1996), The Faculty (1998), Spy Kids (2001), Il était une fois au Mexique... Desperado 2 (2003) et Machete Kills (2013).
Il réalise ensuite son premier long métrage comme réalisateur, Highlander: Endgame, quatrième de la saga Highlander. Le film, qui sort en 2000, voit Christophe Lambert retrouver l'acteur de la série télévisée Adrian Paul.
À partir des années 2010, il travaille sur plusieurs séries télévisées. Il réalise plusieurs épisodes de Esprits criminels, Sleepy Hollow, Arrow et son spin-off Flash. Il participe à la production de la série Limitless, qui fait suite au film du même nom sorti en 2011.

### Vie privée
Douglas Aarniokoski a été marié à la productrice Suzanne Todd, avec laquelle il a trois enfants. Il épouse ensuite Kathleen Henry en 2015.

## Filmographie
Sauf indication contraire, les informations mentionnées dans cette section peuvent être confirmées par la base de données cinématographiques IMDb,  présente dans la section « Liens externes ».

### Cinéma

#### Comme réalisateur
- 2000 : Highlander: Endgame
- 2005 : The Safe Side: Stranger Safety (court métrage)
- 2006 : The Safe Side: Internet Safety (court métrage)
- 2008 : Animals (crédité sous le nom de Arnold Cassius)
- 2010 : Rock Mafia: The Big Bang (court métrage)
- 2011 : The Day
- 2014 : Nurse (Nurse 3-D)

#### Comme scénariste
- 1993 : Puppet Master 4 de Jeff Burr
- 1994 : Puppet Master 5: The Final Chapter de Jeff Burr
- 2014 : Nurse (Nurse 3-D) de lui-même

#### Comme producteur ou producteur délégué
- 2011 : The Day de lui-même
- 2013 : Machete Kills de Robert Rodriguez (coproducteur)

#### Comme assistant réalisateur ou réalisateur de la2eéquipe
- 1991 : Hurlements 6 (Howling VI: The Freaks) de Hope Perello
- 1992 : Doctor Mordrid de Charles Band et Albert Band
- 1992 : Trancers III de C. Courtney Joyner
- 1993 : Prehysteria! de Charles Band et Albert Band
- 1993 : Remote de Ted Nicolaou
- 1993 : Dollman vs Demonic Toys de Charles Band
- 1993 : Puppet Master 4 de Jeff Burr
- 1994 : Puppet Master 5: The Final Chapter de Jeff Burr
- 1994 : La boutique fantastique (en) (Pet Shop) de Hope Perello
- 1995 : Bodily Harm de James Lemmo
- 1995 : Tales from the Hood de Rusty Cundieff
- 1995 : Le Parfait Alibi (Perfect Alibi) de Kevin Meyer
- 1995 : Groom Service (Four Rooms) - segments The Missing Ingredient et The Misbehavers
- 1996 : Une nuit en enfer (From Dusk till Dawn) de Robert Rodriguez
- 1996 : Rêve pour une insomniaque (Dream for an Insomniac) de Tiffanie DeBartolo
- 1996 : The Crow, la cité des anges (The Crow: City of Angels) de Tim Pope
- 1997 : The Killing Jar de Mark Mullin
- 1997 : Austin Powers de Jay Roach
- 1998 : Las Vegas Parano (Fear and Loathing in Las Vegas) de Terry Gilliam
- 1998 : D'une vie à l'autre (Living out Loud) de Richard LaGravenese
- 1998 : The Faculty de Robert Rodriguez
- 2001 : Spy Kids de Robert Rodriguez
- 2001 : Texas Rangers : La Revanche des justiciers (Texas Rangers) de Steve Miner
- 2003 : Le Médaillon (The Medallion) de Gordon Chan
- 2003 : Il était une fois au Mexique... Desperado 2 (Once Upon a Time in Mexico) de Robert Rodriguez
- 2007 : Resident Evil: Extinction de Russell Mulcahy
- 2010 : Tekken de Dwight H. Little
- 2010 : Takers de John Luessenhop

#### Comme assistant
- 1989 : Turner et Hooch (Turner and Hooch) de Roger Spottiswoode (assistant de production)
- 1990 : Jours de tonnerre (Days of Thunder) de Tony Scott (assistant de Tom Cruise)
- 1992 : Kuffs de Bruce A. Evans (assistant de production)

#### Comme acteur
- 1997 : Austin Powers de Jay Roach : la voix du téléphone de Docteur Denfer (non crédité)
- 1998 : The Faculty de Robert Rodriguez : le coach des Brun
- 2000 : Highlander: Endgame de lui-même : Kirk

### Télévision

#### Comme réalisateur
- 2011-2014 : Esprits criminels (Criminal Minds) (série télévisée) - 8 épisodes
- 2013-2015 : Sleepy Hollow (série télévisée) - 6 épisodes
- 2014-2015 : Arrow (série télévisée) - 2 épisodes
- 2015 : Flash (série télévisée) - 1 épisode
- 2015-2016 : Limitless (série télévisée) - 4 épisodes
- 2017 : Star Trek: Discovery (série télévisée) - saison 1, épisode 6 (Léthé) et saison 2, épisode 12 (À travers la Vallée des ombres)
- 2020-2023 : Star Trek: Picard - 5 épisodes

#### Comme producteur ou producteur délégué
- 2013-2015 : Sleepy Hollow (série télévisée) (coproducteur puis superviseur à la production)
- 2015-2016 : Limitless (série télévisée)

#### Comme assistant réalisateur ou réalisateur de la2eéquipe
- 1988 : Pee-wee's Playhouse (série télévisée) - 2 épisodes
- 1996 : Alliance fatale (Widow's Kiss) (téléfilm) de Peter Foldy
- 1996 : Don't Look Back (téléfilm) de Geoff Murphy